# Teispes insularis
Teispes insularis là một loài bọ cánh cứng trong họ Cerambycidae.